# 1954 Kukarkin
1954 Kukarkin (1952 PH) là một tiểu hành tinh vành đai chính được phát hiện ngày 15 tháng 8 năm 1952 bởi P. F. Shajn ở Simeis.